# Combate de Falsuri
El combate de Falsuri, ocurrido el 16 de octubre de 1823, fue un enfrentamiento de la división realista del general Pedro Antonio Olañeta contra las fuerzas montoneras del líder de Ayopaya, el coronel José Miguel Lanza, junto los soldados varados en el Alto Perú del Ejército Unido Libertador del Perú, los cuales quedaron abandonados por el general de brigada Andrés de Santa Cruz, esto después de su retiraba del Alto Perú luego del fracaso de la segunda expedición a intermedios.

## Antecedentes
En mayo de 1823 zarpó del Callao la segunda expedición a puertos intermedios que el gobierno de Lima enviaba al sur con la misión de consolidar la independencia del Perú, el ejército peruano, compuesto de 5.369 hombres se encontraba mandado por el general Andrés de Santa Cruz, siendo su jefe de Estado Mayor el coronel Agustín Gamarra y comandante de la flota el almirante de la Marina Real Británica Martín Guisse. El 11 de junio Santa Cruz desembarcó en Arica ocupando sucesivamente Iquique y Moquegua, tras dividir sus fuerzas en dos columnas transmontó la cordillera y a comienzos de agosto ocupó la ciudad de La Paz mientras la columna del coronel Gamarra segunda hacía lo mismo con Viacha y Oruro. Por aquel tiempo la expedición colombiana de 3.000 hombres al mando de Sucre desembarcaba también en la costa de Arequipa. Aprovechando la ausencia de tropas en la capital peruana el general Canterac marchó sobre ella y al mando de 9.000 soldados la ocupó el 18 de junio obligando al gobierno y las pocas fuerzas Independentistas a refugiarse en los castillos del Callao, sin embargo esta expedición carecía de valor estratégico pues dejaba aislados a los ejército del virrey La Serna y Olañeta entre los cuales se encontraban las tropas de Sucre y Santa Cruz, el virrey ordenó por tanto que el general Valdés abandonara Lima y se le uniera en el Cuzco lo que este obedeció realizando con asombrosa rapidez una marcha de 260 leguas en menos de un mes tomando contacto con el ejército de La Serna en Andahuaylas el 2 de agosto. El 25 de agosto la división de Santa Cruz sostuvo un encuentro con el general Valdés en Zepita, donde pese a obtener una ventaja táctica Santa Cruz no logró obtener una victoria decisiva sobre las fuerzas del general realista, tras esta acción se al coronel Gamarra en Panduro donde reforzados por las fuerzas que el guerrillero altoperuano José Miguel Lanza trajo de los valles de Ayopaya el ejército rebelde llegó a alcanzar la cifra de más de 7.000 hombres; sin embargo la inactividad de Santa Cruz dio como resultado que se unieran los ejércitos del virrey La Serna y el general Olañeta siendo que en lugar de buscar una batalla decisiva, Santa Cruz ordenó el repliegue al desaguadero sosteniendo a mediados de septiembre combates de dudoso resultado en Sicasica y Ayo Ayo. En Calamarca Lanza, al mando de su batallón Aguerridos, decide separarse de Santa Cruz siendo seguido por una parte de la caballería peruana, al mando del comandante Pedro Blanco Soto, que descontenta con el rumbo de las acciones decidió quedarse combatiendo en el altiplano.

## El combate
A comienzos de octubre tomaron contacto en Cochabamba las partidas montoneras de José Miguel Lanza, Pedro Blanco Soto y José Miguel de Velasco las que aumentando sus filas con varios dispersos del ejército de Santa Cruz llegaron a sumar 1.600 hombres de infantería y caballería según estimación de Olañeta. El día 16 los Independentistas avanzaron sobre la división de Olañeta que había sido despachada en persecución de Lanza; el batallón Aguerridos y dos compañías de preferencia avanzaron sobre la izquierda de la línea realista para ocupar una colina que dominaba su posición siendo detenidos por el batallón Unión Peruana que mandaba José María Valdés (barbarucho) mientras el resto de cuerpos de ambos ejércitos avanzaron hasta situarse a la distancia de medio tiro de fusil desde donde abrieron fuego sosteniéndose los Independentistas «de un modo increíble y con una firmeza poco común en los enemigos» según diría después Olañeta, mientras tanto la caballería al mando de Blanco cargó sobre la derecha realista pero fue rechazada por una compañía del batallón Fernando VII y el escuadrón de Dragones de Tarija, tras un choque general a la bayoneta el ejército rebelde se dispersó, siendo perseguido por el realista y haciendo prisioneros a más de 500 hombres. La división de Olañeta sufrió 45 bajas entre muertos y heridos mientras que los Independentistas dejaron en el campo un número no determinado de muertos y 33 heridos.

## Consecuencias
Tras esta acción Lanza se retiró a Palca donde reorganizó a los restos de su ejército y volvió a su papel de comandante de guerrillas, el comandante Pedro Blanco y otros oficiales altoperuanos se dirigieron a Lima para unirse al ejército unido, con el triunfo de Olañeta y la retirada de Santa Cruz el Alto Perú quedó temporalmente pacificado y sujeto por las armas realistas hasta que el año siguiente sería nuevamente convulsionado esta vez por la rebelión de Olañeta contra el virrey La Serna.